# Monumento classificato

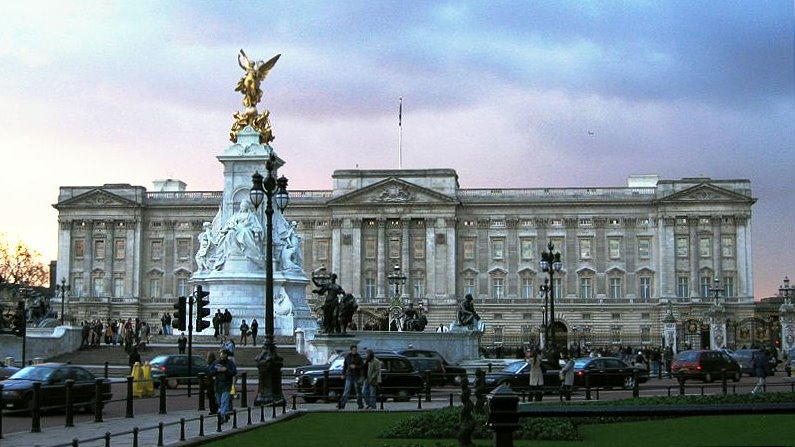
Buckingham Palace è classificato di grado I

Nel Regno Unito, un monumento classificato, in inglese listed building, è un'opera artistica riconosciuta e protetta per il suo aspetto storico, architettonico o culturale eccezionale. 
Un monumento classificato non può essere demolito, né può essere ingrandito o alterato senza un permesso speciale degli enti locali competenti in materia di urbanistica (che dipendono da enti nazionali, a cui si riferiscono per prendere le loro decisioni). I proprietari di costruzioni classificate, in alcune circostanze, sono obbligati a mantenere o riparare l'edificio, e rischiano una condanna penale se non lo fanno o se procedono a rinnovamenti e lavori diversi senza espressa autorizzazione. A causa di queste costrizioni per un luogo protetto, la legge autorizza i proprietari ad opporsi al fatto che il loro bene venga classificato.
Benché la maggior parte dei monumenti che appaiono nell'elenco dei monumenti classificati siano ponti, edifici, sculture e pietre miliari, strutture molto vecchie (Stonehenge ad esempio) non possono appartenervi, ma sono protette da altre leggi, come l'Ancient Monuments and Archaeological Areas Act 1979 (lett. "Atto sui monumenti antichi e le aree archeologiche del 1979") e il National Heritage Act 1983 (lett. "Atto sul patrimonio nazionale del 1983") e classificate come Scheduled Ancient Monuments (lett. "monumenti antichi pianificati"). Nello stesso modo, altre normative proteggono paesaggi, i parchi, e le foreste.

## Classificazione dei monumenti

### Inghilterra e Galles

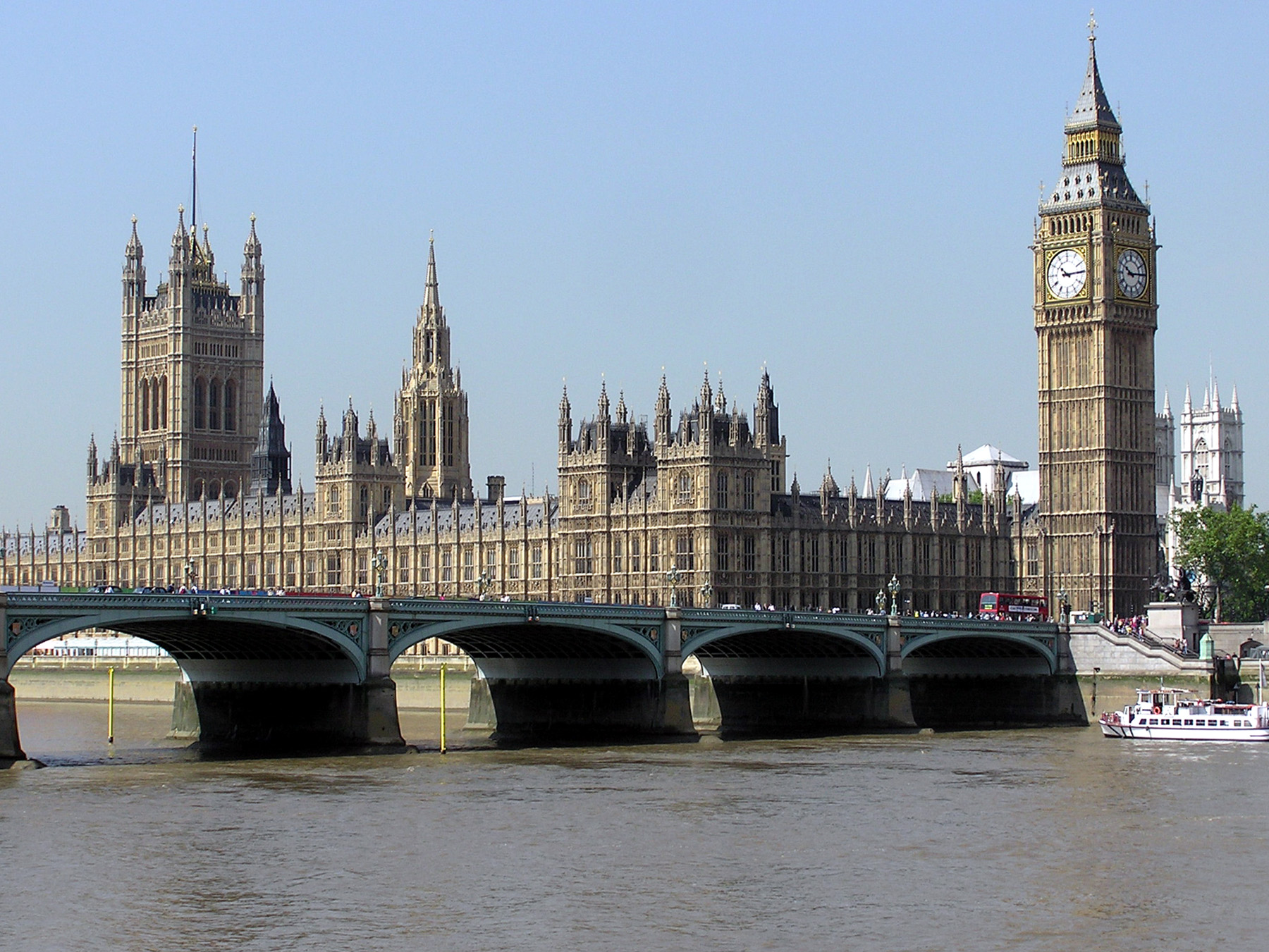
Il Palazzo di Westminster, a Londra, è classificato di grado I

In Inghilterra e in Galles, la norma che disciplina la protezione dei monumenti è il Planning (Listed Buildings and Conservation Areas) Act 1990. L'English Heritage, afferente al dipartimento per la cultura i media e lo sport, è incaricato di dirigere questa classificazione per l'Inghilterra, mentre Cadw è l'ente responsabile per il Galles. I monumenti classificati che rischiano lo stato di rovina, sono classificati sul registro delle costruzioni a rischio dall'English Heritage.
La classificazione è realizzata come segue, da ordine decrescente di "importanza" e di difficoltà ad ottenere un'autorizzazione di lavori:
- Grado I (Grade I): Costruzioni di un interesse eccezionale.
- Grado II* (Grade II*): Costruzioni particolarmente importanti o di un interesse speciale.
- Grado II (Grade II): Costruzioni d'interesse speciale.

Nel maggio 2003, c'erano approssimativamente 442.000 costruzioni classificate, di cui 418.000 (94,5%) Grado II, 18 000 (4,1%) Grado II* e 6 000 (1,4%) Grado I. Attualmente, il numero globale di costruzioni classificate sarebbe di 500 000.
La politica generale del governo, in materia di protezione di costruzioni importanti, è di classificare tutti i monumenti precedenti al 1700 e la maggior parte dei monumenti del periodo 1700-1840. La selezione è molto più rigorosa per l'era vittoriana nel XX secolo; nondimeno, per marcare il centenario della prima guerra mondiale, il governo ha deciso di classificare la maggior parte degli molti monumenti di questo conflitto. Monumenti con meno di 30 anni sono di rado classificati e invece quelli con meno di dieci anni non lo sono mai.
Benché una classificazione possa essere ottenuta nei confronti particolari di una parte soltanto di una costruzione, una volta attribuita la classificazione, verrà a proteggere l'integrità di tutto l'edificio.
Il declassamento, benché raro, è teoricamente possibile. Infatti, ad esempio, la North Corporation Primary School a Liverpool fu declassata il 30 novembre 2001.

#### Esempi di monumenti classificati di grado I
- L'Abbazia di Westminster
- Albert Dock, Liverpool

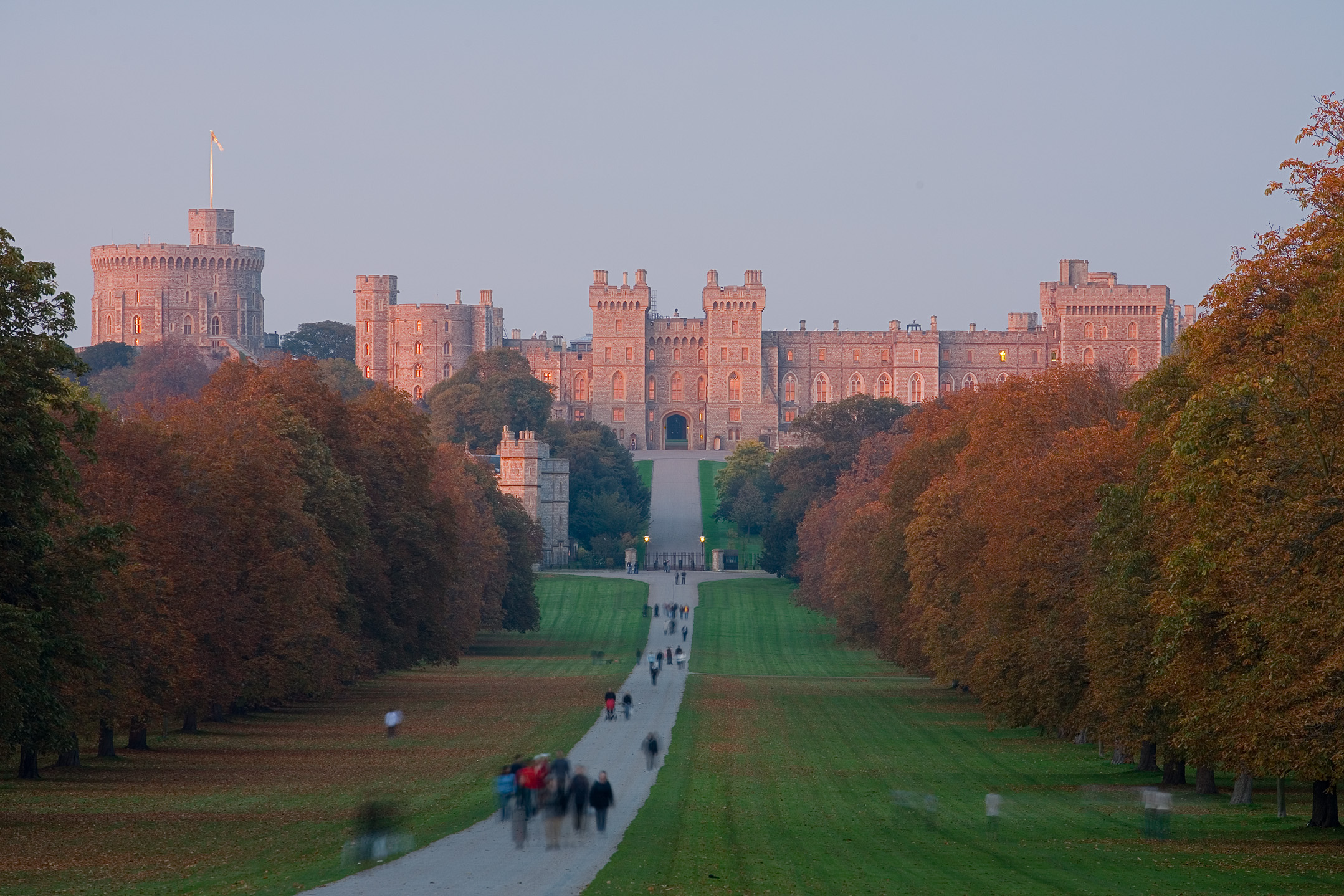
Il Castello di Windsor, una fortezza risalente a mille anni fa, trasformata in palazzo reale. L'aspetto di castello medievale fu realizzato, comunque, solo nel 1820.

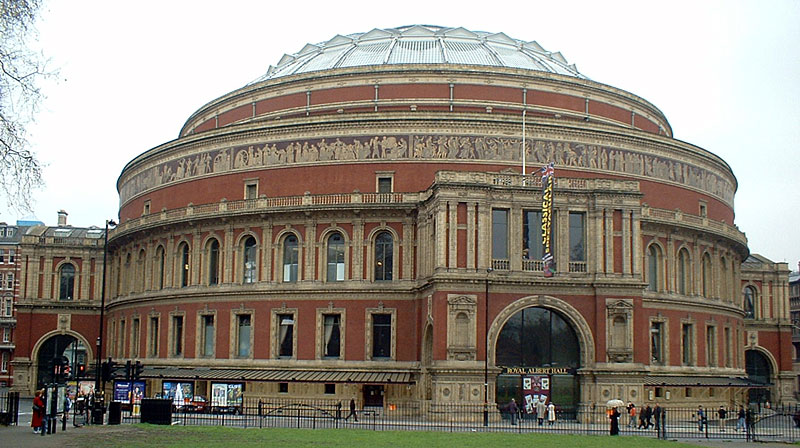
Royal Albert Hall

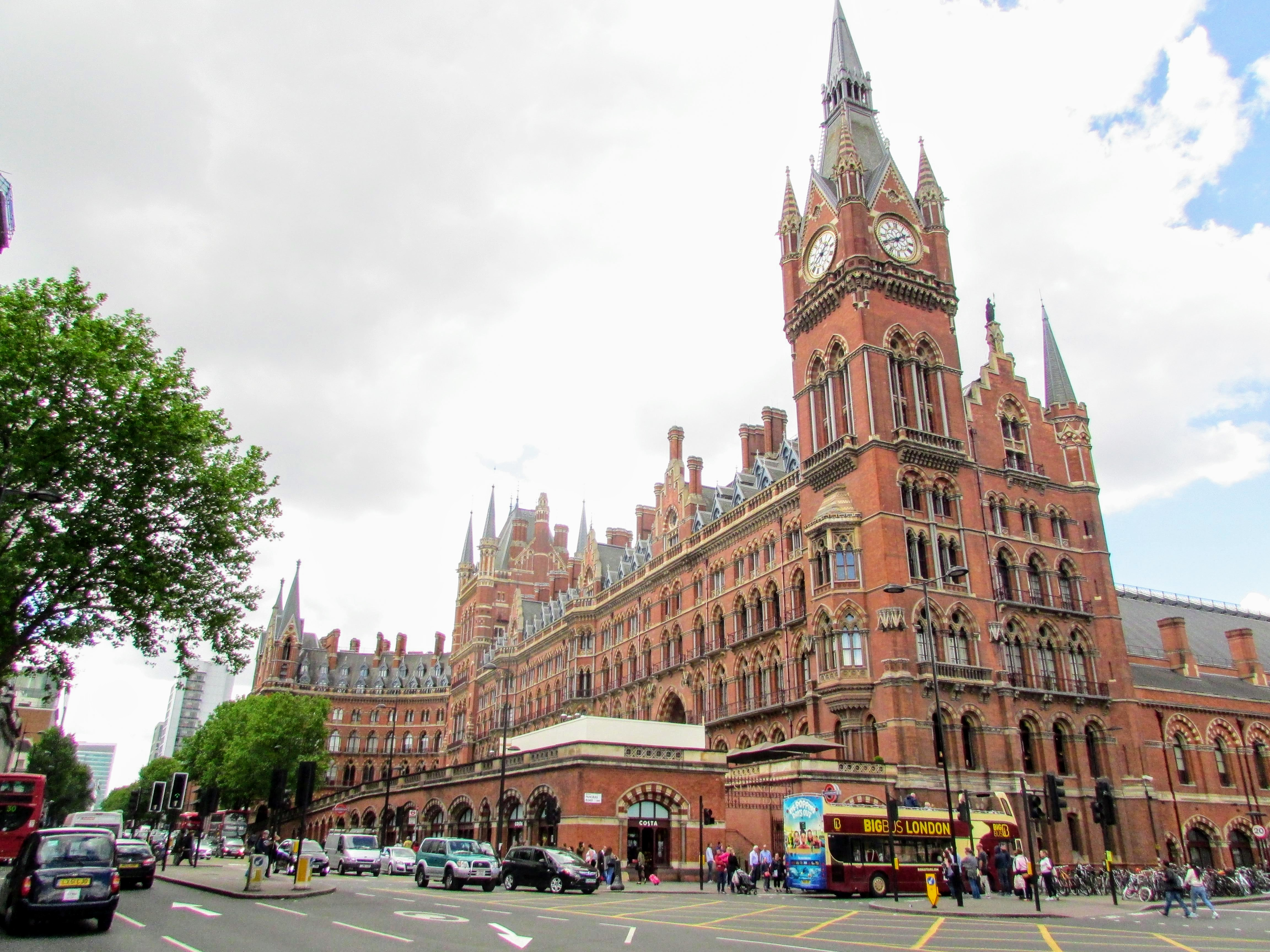
La Stazione di Londra St Pancras

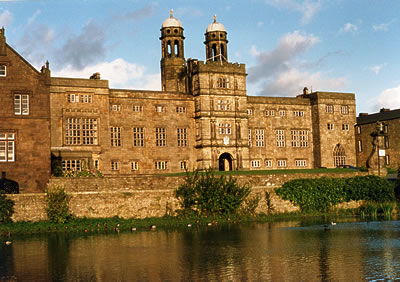
Stonyhurst College, Lancashire

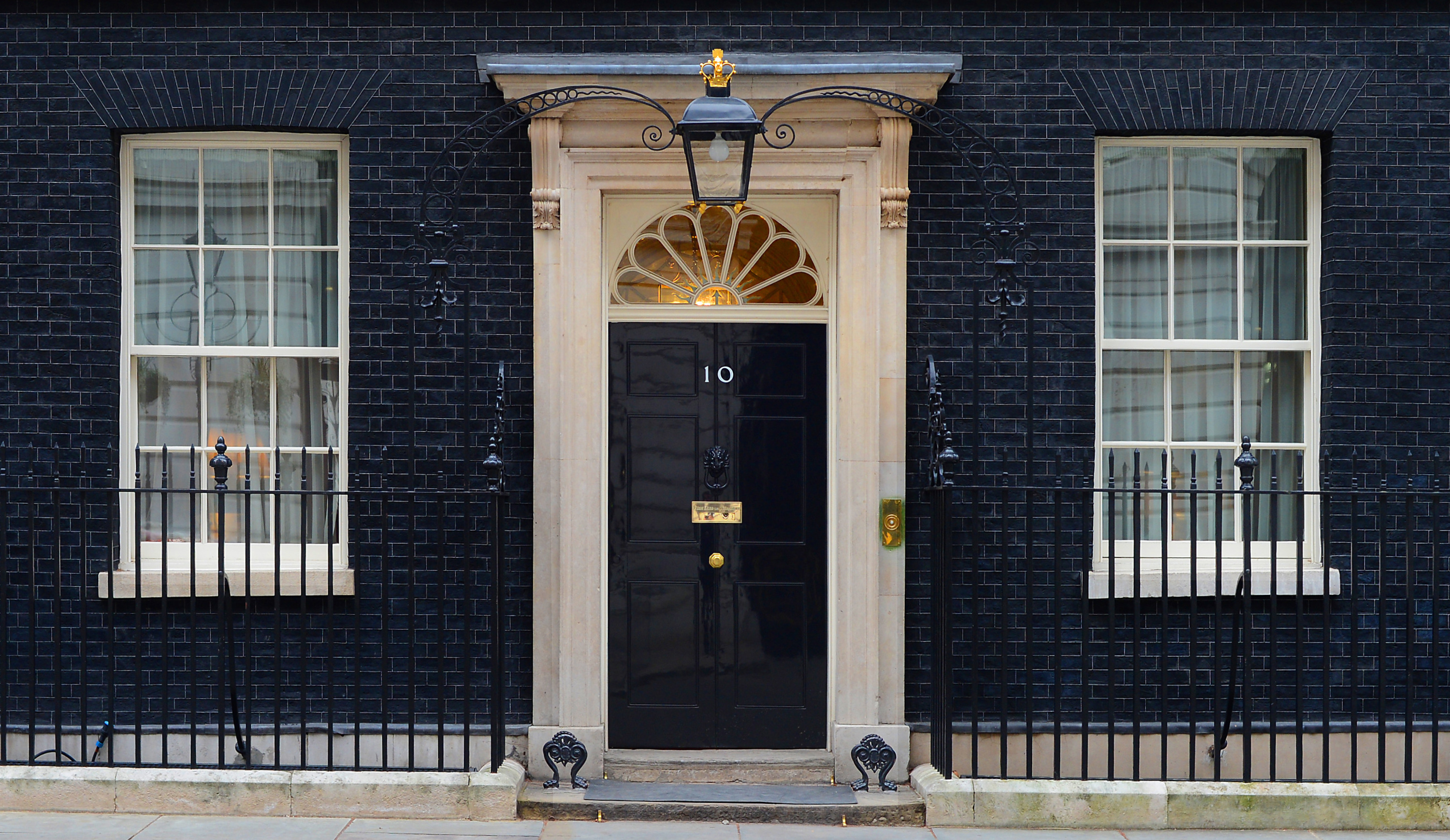
10 Downing Street

- Ashridge Business School, Hertfordshire
- Aston Hall, Birmingham
- Il Castello di Ashby, Leicestershire
- Royal Albert Bridge, Saltash
- Birmingham Town Hall
- Torre Blackpool
- Bramall Hall
- British Museum Reading Room
- Buckingham Palace
- Il Castello di Cardiff
- Il mulino a vento di Chesterton
- Church of Christ the King, Bloomsbury
- Clevedon Pier
- Ponte sospeso di Clifton
- La stazione della ferrovia di Curzon Street, Birmingham
- La Cutty Sark
- La Torre Dock
- Numeri 10 e 11 Downing Street
- L'Abbazia di Downside
- La Cattedrale Anglicana di Liverpool
- La Cattedrale di Durham
- La Cattedrale di San Paolo, Londra
- Il Foreign and Commonwealth Office, Londra
- L'Abbazia di Fountains, Yorkshire Settentrionale
- Christ Church, Spitalfields
- The Gatehouse and Wardrobe of Richmond Palace, Richmond, Surrey
- Il Cinema Granada, Tooting
- Grimshaw Hall, Knowle, Solihull
- Il Palazzo Hampton Court, Surrey
- Holland House, Holland Park, Kensington
- Icomb Place, Gloucestershire
- Isokon (Lawn Road Flats), Hampstead, London
- L'Abbazia di Kirkstall (antico monumento), Leeds
- Leeds Town Hall
- Liverpool Town Hall
- Manchester Town Hall
- Il Castello di Margam (Port Talbot, Galles)
- Newark Priory, Woking
- Nuffield Lodge
- La Stazione della ferrovia Centrale a Newcastle
- Il Ponte Newport Transporter
- Il Palazzo di Westminster
- The Paul Mellon Centre for Studies in British Art
- L'Acquedotto di Pontcysyllte
- L'Abbazia di Reading
- La Royal Albert Hall of Arts and Sciences
- La Royal Festival Hall
- La Royal Opera House
- Il Teatro Bristol Old Vic|, Bristol
- Sackville College, East Grinstead
- St Anne's Church, Haughton Green
- St. Catherine's College, Oxford
- St. Elisabeth's church, Reddish, Stockport
- St. George's Hall, Liverpool
- Ss Mary & Everilda, Everingham
- La Stazione di Londra King's Cross
- La Stazione di Londra St Pancras
- Stonyhurst College, Lancashire
- The Casbah Coffee Club
- Il Teatro Drury Lane
- L'Haymarket Theatre, Città di Westminster
- Il Cenotafio, Londra
- Il Victoria and Albert Museum
- West Pier in Brighton
- Il Castello di Windsor
- L'Edificio Willis Faber and Dumas
- York Minster
- St Mary's Church a Thornham Parva

#### Esempi di monumenti classificati di grado II*

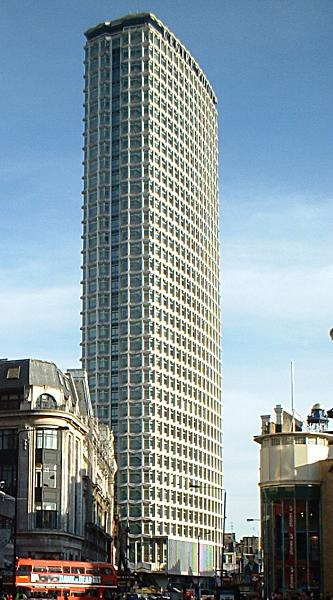
Centre Point, edificio classificato di grado II

- La Stazione della ferrovia di Stoke-on-Trent, Stafford
- Broadcasting House, Londra
- Il Teatro Criterion, Londra
- Johnny Haynes a Craven Cottage, Londra
- Keeling House, Whitechapel, Londra
- Knebworth House, una Casa di campagna inglese nella parrocchia di Knebworth nell'Hertfordshire
- The Cloisters, Letchworth Garden City
- Tees Transporter Bridge, Middlesbrough
- The Old Crown, Birmingham
- Park Hill, Sheffield
- Senate House (Università di Londra)
- Solar School, Wallasey
- Stockport Town Hall, Stockport
- Il Teatro Sunderland Empire, Sunderland
- Il Teatro Royal, Bath
- La Torre Trellick, Londra
- Victoria Baths, Manchester
- 84 Plymouth Grove, Manchester - La casa di Elizabeth Gaskell
- La Libreria William Brown, Liverpool
- Watts Warehouse, Manchester
- Il Padiglione dell'Elefante e del Rinoceronte allo Zoo di Londra
- North Gate House in Dorchester-on-Thames, Oxfordshire
- Ye Olde White Harte public house in Kingston upon Hull
- Il Joseph Sturge Memorial, a Five Ways, Birmingham, in Inghilterra[1] - Statua dedicata a  Joseph Sturge, politico, attivista e abolizionista britannico, che fondò la British and Foreign Anti-Slavery Society (ora Anti-Slavery International).[2]
- La Wainhouse Tower a Halifax

#### Esempi di monumenti classificati di grado II
- Abbey Road Studios[3], Londra
- BT Tower, Londra
- Cambridge University Library, Cambridge
- Centre Point, Londra
- 160 dei 200 obelischi sono stati classificati
- The Arsenal Stadium, Highbury, Londra
- Derby Grammar School, Derby
- The Elfin Oak nel Kensington Gardens a Londra
- 62 Castle St Hotel, Liverpool
- L'Università di Birmingham
- Whitechapel Bell Foundry, Whitechapel
- Faro di Rampside, Rampside
- Ponte del Giubileo, Queensferry, Galles
- Casa sulle nuvole, Suffolk

### Irlanda del Nord
In Irlanda del Nord, i monumenti classificati sono diretti dall'Environment and Heritage Service, secondo i poteri che gli sono stati attribuiti dall'articolo 42 della legge sull'urbanismo del 1991 (Ordine di Pianificazione del 1991).
La classificazione è realizzata come segue:
- Grado A: Costruzioni d'importanza nazionale ed esempi superiori di un tipo specifico.
- Grado B+ : Costruzioni d'importanza regionale o costruzioni importanti che avrebbe potuto fare parte del grado A, se non fossero stati restaurati o di qualità inferiore.
- Grado B1: Costruzioni d'importanza locale e buoni esempi di un certo tipo.
- Grado B2: Costruzioni d'importanza locale e buoni esempi di un certo tipo, ma di qualità inferiore che quelli di grado B1.

#### Monumenti classificati di grado A
- L'Abbazia di Bangor
- Grand Opera House, Belfast
- St Columb's Cathedral, Derry

#### Monumenti classificati di grado B+
- Dundarave House, Bushmills
- Necarne, Irvinestown

#### Monumenti classificati di grado B1
- Campbell College, Belfast
- La Libreria di Linen Hall, Belfast

### Scozia
In Scozia, una legislazione simile viene applicata: la Town and Country Planning (Listed Buildings and Conservation Areas) (Scotland) Act 1997.
In coordinamento con altre autorità qualificate in materia d'urbanismo, il Governo ed il Parlamento scozzese, sono responsabili per quanto riguarda la preservazione e la protezione delle costruzioni del paese. L'Historic Scotland, l'agenzia scozzese dei monumenti storici, ha lo scopo di salvaguardare l'eredità della nazione scozzese e favorire la sua comprensione e la sua salvaguardia.
Lo schema di classificazione delle costruzioni è in gran parte simile ai suoi equivalenti degli altri paesi del Regno Unito:
- A: Costruzioni d'importanza nazionale o internazionale ed esempi importanti di un tipo specifico.
- B: Costruzioni d'importanza regionale ed esempi considerevoli di un tipo specifico.
- C: Costruzioni d'importanza locale ed esempi inferiori di un tipo specifico.

#### Esempi di monumenti classificati A
- Abbotsford House
- Airth Castle, Falkirk

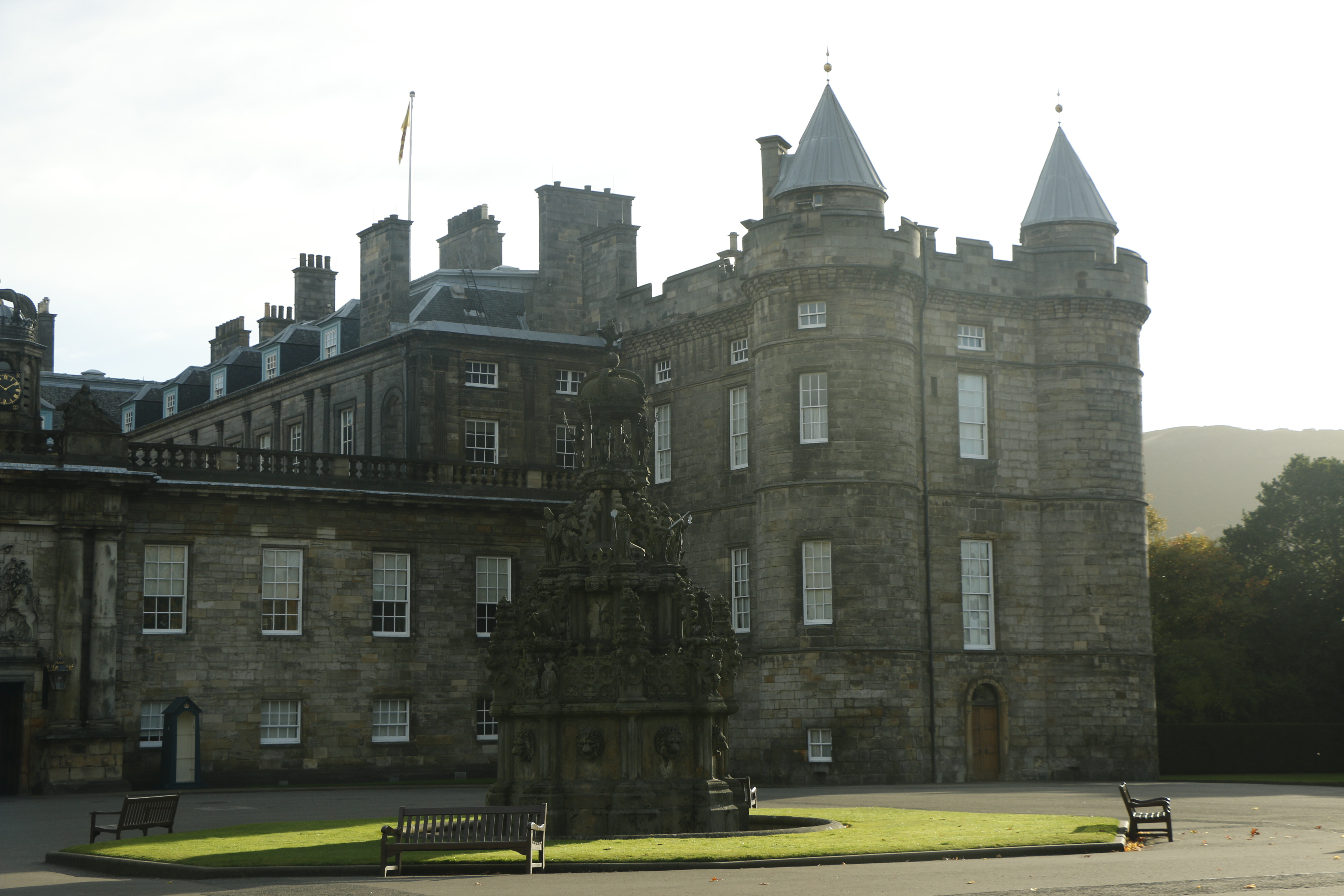
Il Holyrood Palace è classificato di grado A

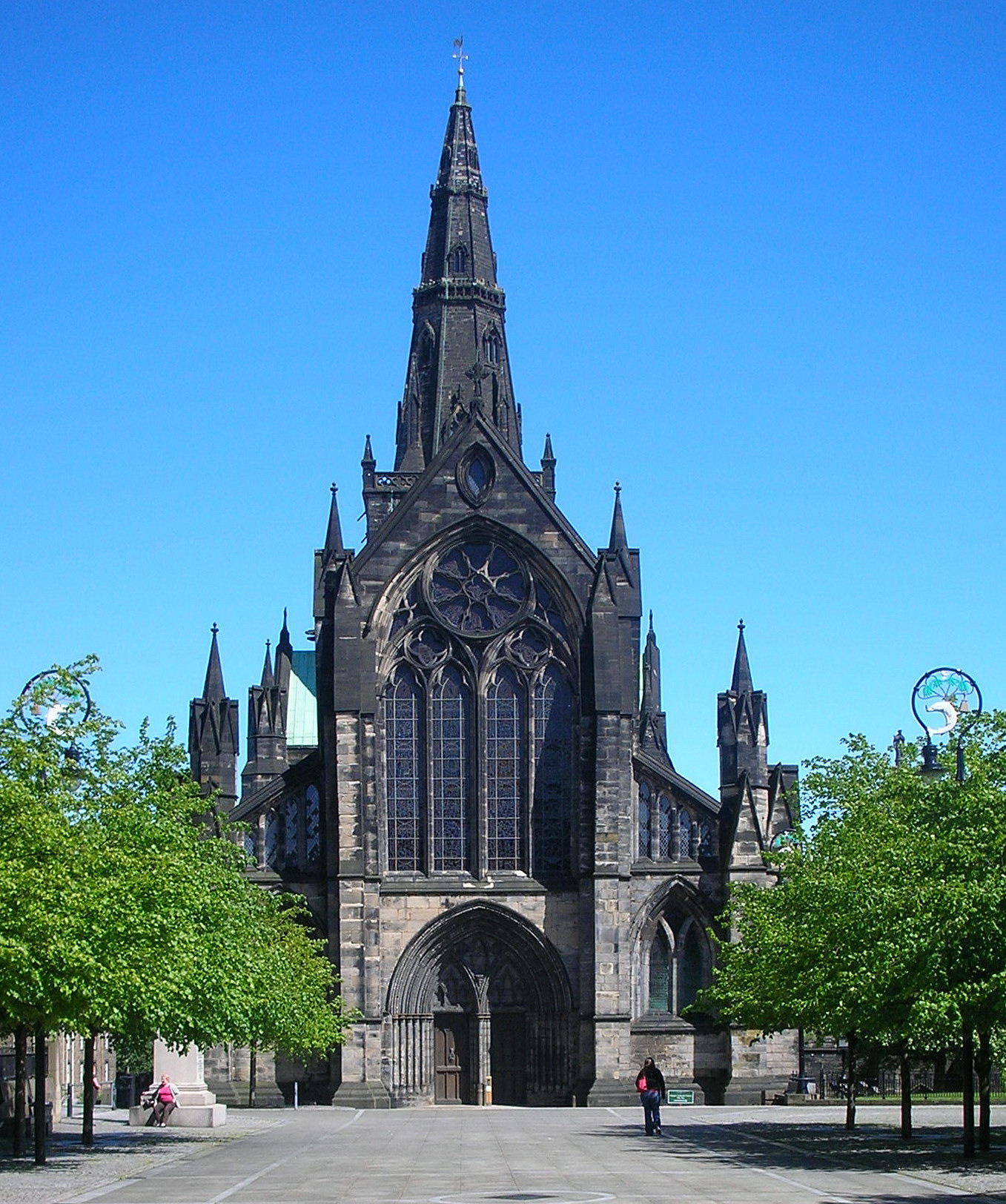
La cattedrale di San Mungo

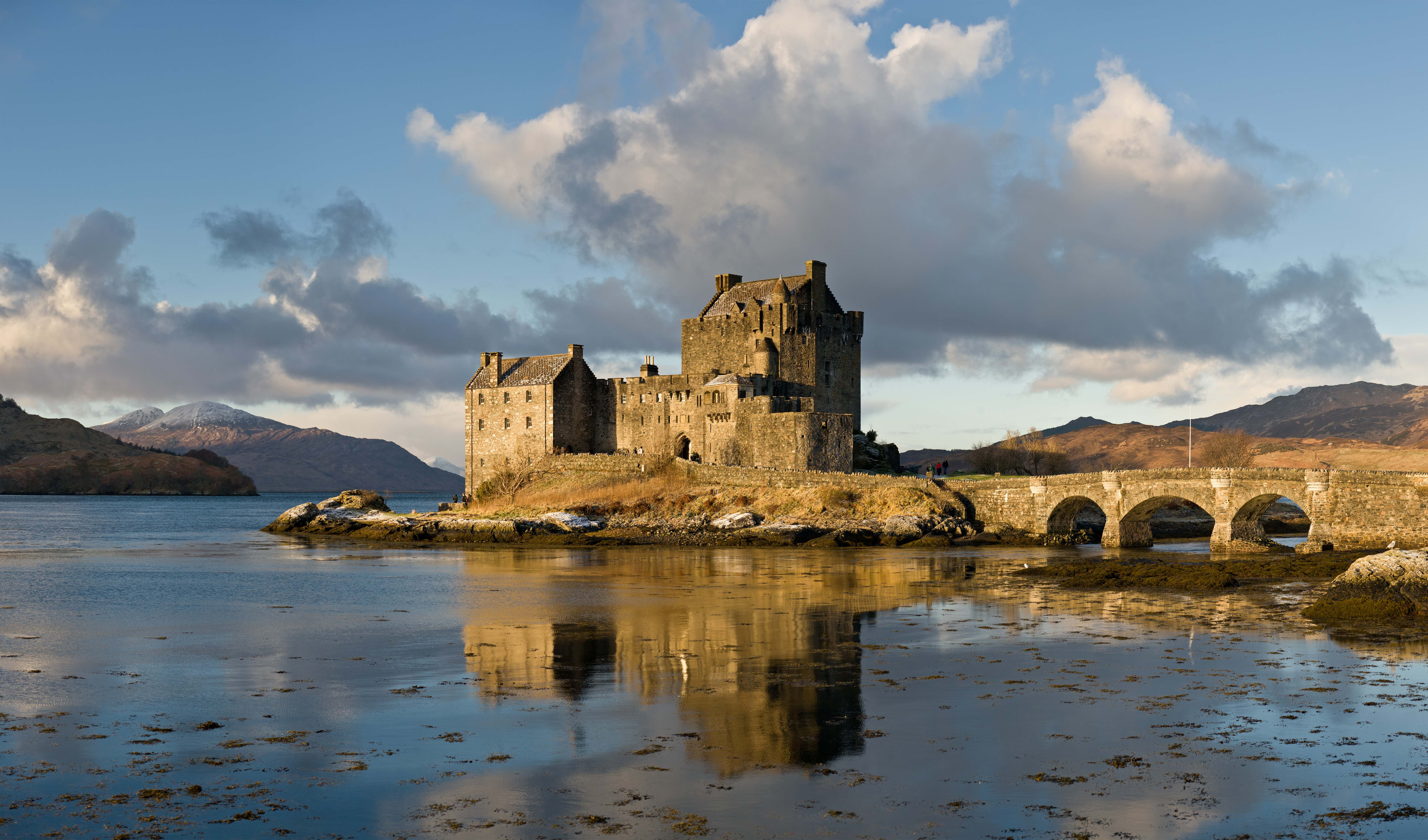
Eilean Donan

- Amisfield Tower, Dumfries e Galloway
- Bell Rock Lighthouse e Signal Tower Museum
- Belmont House, residenza georgiana del 1775 a Belmont (Shetland)
- Bute House, Edimburgo, Residenza ufficiale del Primo Ministro
- Cambusnethan House, Lanarkshire Settentrionale
- Canongate Kirk, Edimburgo
- Cattedrale di San Mungo, Glasgow
- Cattedrale di Sant'Egidio, Edimburgo
- Cawdor Castle, Cawdor
- Chiesa di Maxwell, nel Castello di Mearns, Renfrewshire Est
- Ponte di Craigellachie, Moray, progettato da Thomas Telford e costruito tra il 1812 e il 1814
- L'Abbazia di Crossraguel, Ayrshire Meridionale, fondata nel 1244 da Donnchadh, Conte di Carrick
- Dollan Baths, East Kilbride, Lanarkshire Meridionale, aperto nel 1968
- Dollar Academy, Clackmannanshire
- Stazione ferroviaria Centrale di Dumbarton, Dunbartonshire Occidentale
- Dun Carloway, Lewis, Ebridi Esterne
- L'Abbazia di Dunfermline, Fife - fondata nel 1128 da Re Davide I di Scozia
- Il castello di Eilean Donan, Highlands
- Finnieston Crane, Glasgow
- Fort Charlotte, Isole Shetland - costruito da Robert Mylne sotto gli ordini di Carlo II d'Inghilterra all'inizio della Seconda guerra anglo-olandese nel 1665
- Gartnavel Royal Hospital, Glasgow
- General Assembly Hall of the Church of Scotland, Edimburgo
- Glasgow City Chambers - progettato da William Young, aperto nel 1889
- Glenfinnan Viaduct, Lochaber, Highlands
- Greyfriars Kirk, Greyfriars Kirkyard e la Statua di Greyfriars Bobby, Edimburgo
- India of Inchinnan, Renfrewshire - disegnato nel 1930 da Thomas Wallis della Wallis Gilbert & Partners
- Italian Chapel, Lamb Holm, Isole Orcadi - cappella costruita dal moenese Domenico Chiocchetti ed altri prigionieri della seconda guerra mondiale
- Jarlshof, Shetland - un luogo archeologico, compresi i resti della Fucina dell'Età del bronzo, le Broch e le case dell'Età del ferro, le Pitti, le Case lunghe dei Vichinghi, le Fattorie del Medioevo.
- John Knox House, Netherbow, Royal Mile, Edimburgo - costruito nel 1490
- Linlithgow Palace, Lothian dell'ovest - ricostruzione (dopo che le costruzioni precedenti furono distrutte da attacchi) iniziata da Giacomo I di Scozia, nel XV secolo, per creare una grande residenza per le sovranità scozzesi.
- Marischal College, Aberdeen
- Morgan Academy, Dundee
- Muckle Flugga lighthouse, Muckle Flugga, Isole Shetland
- New Register House, Edimburgo
- Castello di Newark, nel Porto di Glasgow, Inverclyde
- L'Abbazia di Newbattle, Midlothian
- Holyrood Palace, Edimburgo, residenza ufficiale dei monarchi in Scozia
- Parliament Hall, Edimburgo - sede del Parlamento della pre-Unione della Scozia, ora alloggia la Corte Suprema della Scozia
- Pinkie House, Lothian dell'est
- Pollokshields Burgh Hall, Glasgow
- Queensberry House, Scottish Parliament complex, Edimburgo
- Royal College of Physicians, Edimburgo
- Scone Palace, Perth and Kinross
- St. Andrew's House, Edimburgo - sedi del Governo Scozzese
- St. Magnus Cathedral (Church of Scotland), Kirkwall, Isole Orcadi - costruzione iniziata nel 1137
- St. Paul's Cathedral (Chiesa Episcopale), Dundee
- Castello di Stirling
- Wallace National Monument, dell'Abbazia di Craig, Stirling - commemorazione a Sir William Wallace Guardiano di Scozia
- Stazione ferroviaria di Wemyss Bay
- Willow Tearooms, Sauchiehall Street, Glasgow - progettata da Charles Rennie Mackintosh

#### Esempi di monumenti classificati B
- Beach Ballroom, Aberdeen
- Il Teatro Bedlam
- Boyd's Automatic, l'apparecchio che segnala la marea
- Crown Office, Chambers Street, Edimburgo
- Harlaw Academy, Aberdeen
- Harbourmaster's House, Dysart, Fife
- La Stazione ferroviaria di Inverurie, Aberdeenshire
- La Stazione ferroviaria di Kilmarnock, Ayrshire Orientale
- Stadio Ibrox di Glasgow
- La libreria Nazionale di Scozia
- National War Museum of Scotland, Castello di Edimburgo
- Noup Head Lighthouse, Westray, Orkney
- L'Abbazia Saddell a Argyll e Bute
- Sabhal Mòr Ostaig, Skye, Highland
- St. Aloysius' College, Glasgow
- Woodend Hospital, Aberdeen
- Hopetoun Monument, East Lothian
- Statua di Nostra Signora delle Isole (Ebridi Esterne)

#### Esempi di monumenti classificati C
- La Statua di John Knox, New College, Edimburgo
- Dundee City Police, West Bell Street, Dundee
- Depositi doganali della distilleria Port Charlotte, Port Charlotte, Islay[4]